# جعفر پیمان
جعفر پیمان (زادهٔ جهرم) نمایندهٔ حوزهٔ انتخابیهٔ جهرم در دوره بیست و سوم مجلس شورای ملی بوده‌است. او از خیّران به نام جهرم بود و زمین بیمارستان پیمانیه جهرم نیز از طرف او به سازمان تأمین اجتماعی اهدا شده‌است.وی یکی از ثروتمندان جهرم به شمار می‌رفت.